# Saab 96
Der Saab 96 wurde von März 1960 bis Januar 1980 von Saab produziert. Er war der geringfügig modifizierte Nachfolger des Saab 93 und hatte zunächst dessen 3-Zylinder-Zweitaktmotor. Das Kombimodell trug die Bezeichnung 95.

## Modellgeschichte
Karosserie und Motor wurden nur geringfügig verändert vom Vorläufertyp 93 übernommen. Der wassergekühlte Dreizylinder-Zweitaktmotor war von Hans Müller in Andernach konstruiert und hatte 850 cm³ Hubraum, er leistete nun zunächst 28 kW (38 PS).
Der Saab 96 erzielte zahlreiche Erfolge bei bedeutenden internationalen Rallyes. 1962 und 1963 gelangen beachtliche Gesamtsiege der Rallye Monte Carlo. Dies hatte großen Einfluss auf die steigenden Exporte des schwedischen Herstellers. So geeignet der Zweitaktmotor für sportliche Wettbewerbe gewesen sein mag, so offensichtlich und unlösbar waren seine Nachteile im Alltagsverkehr geworden (hoher Kraftstoffverbrauch, starke Abgasentwicklung, unkultivierter Leerlauf). 1967 erfolgte schließlich auch bei Saab die Umstellung auf einen Viertaktmotor, wobei der Vierzylinder-V-Motor vom Ford Taunus übernommen wurde. Das Fahrzeug wurde in seiner Grundform noch bis 1980 produziert. Der Jahresausstoß blieb auf eher niedrigem Niveau bei knapp 30 000 Fahrzeugen pro Jahr.
Die Kombiversion 95 (und 95 B) lief parallel zum 96 im Saab-Stammwerk Trollhättan vom Band. Hinter dem steil abfallenden Heck mit nach oben zu öffnender Klappe verbarg sich eine aufklappbare dritte Sitzbank, die entgegen der Fahrtrichtung montiert war.

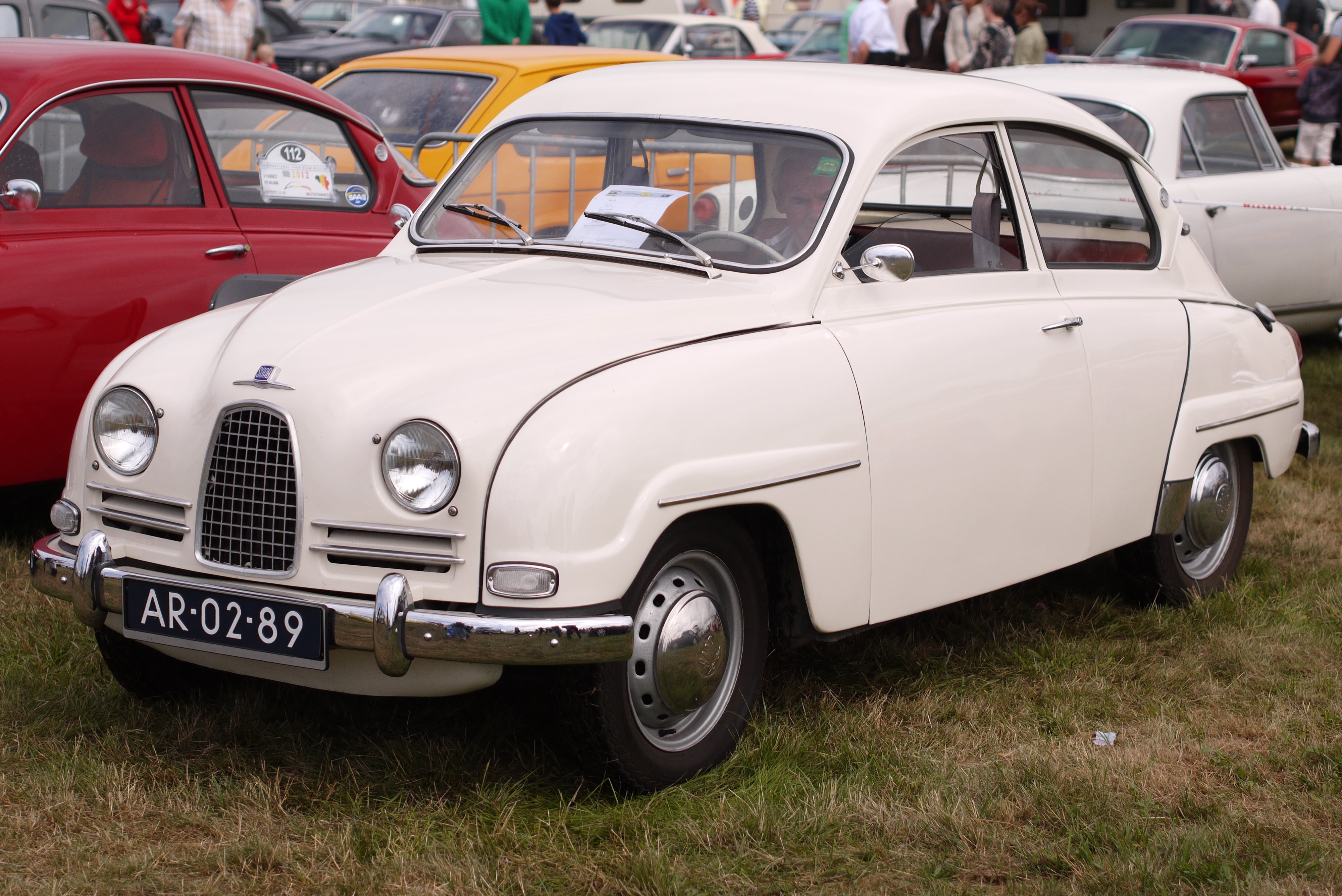
Saab 96 (1960–1964)
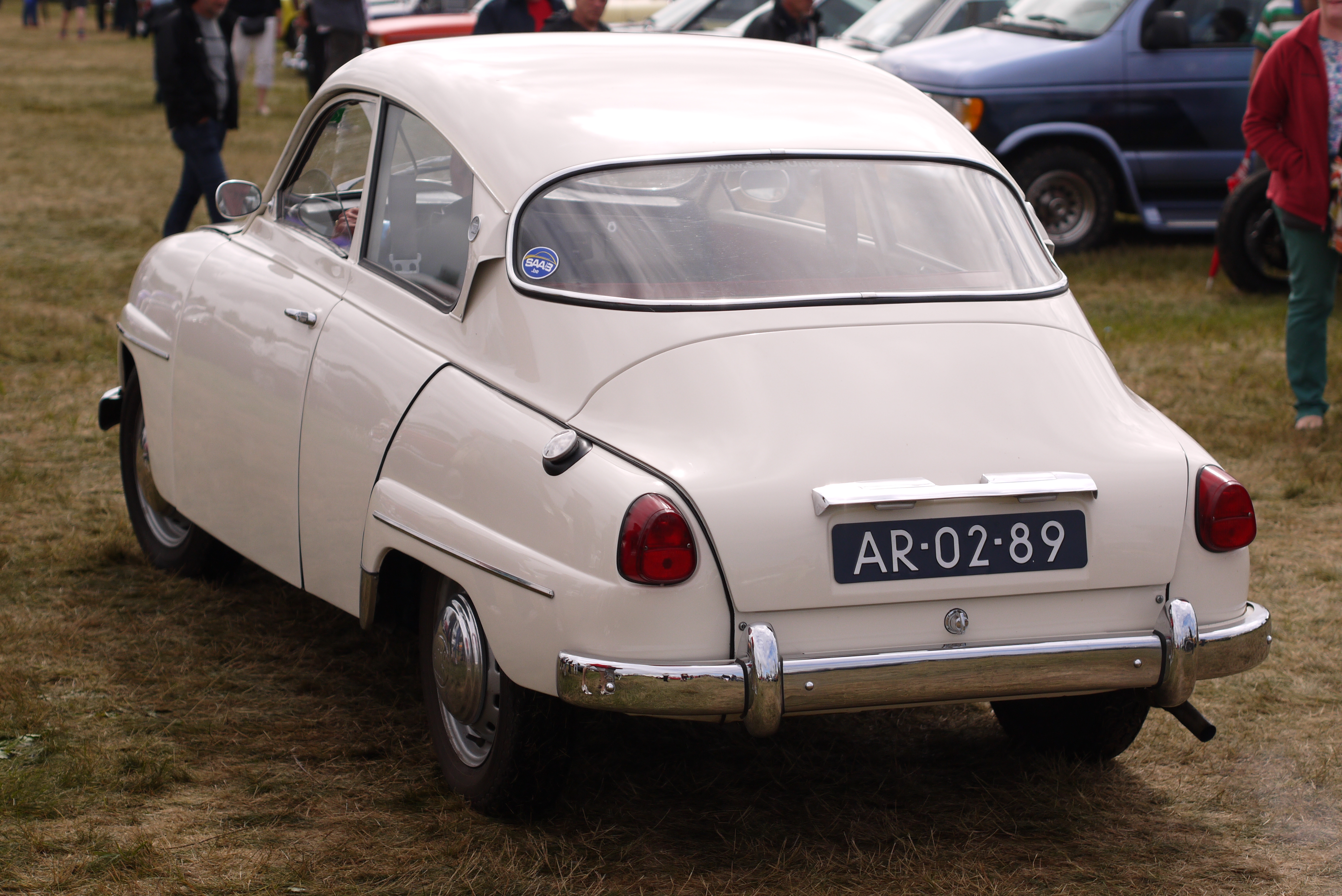
Heckansicht
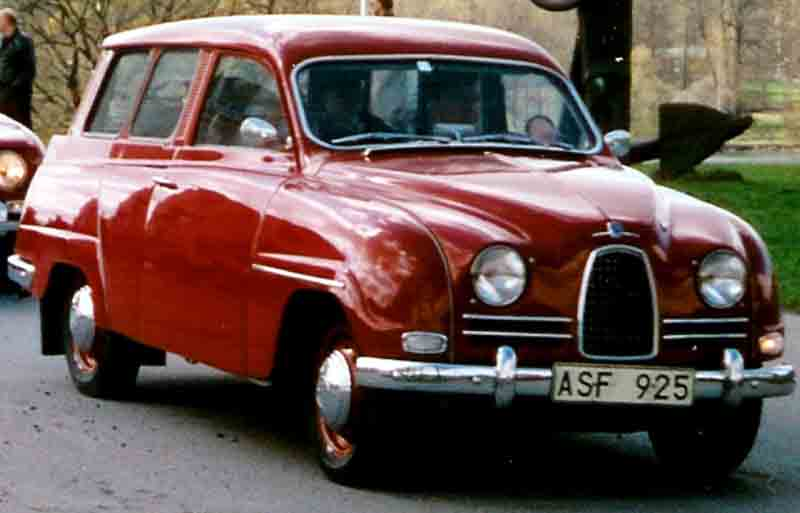
Saab 95 (1960–1964)

### Modellpflege

#### 1962
1962 wurde der Saab GT 750 durch den 96 Sport abgelöst. Äußerlich unterschied sich dieser kaum vom Basismodell. Der Motor wurde jedoch zur Leistungssteigerung einer grundlegenden Überarbeitung unterzogen. Jeder Zylinder wurde von einem separaten Vergaser versorgt, das Verdichtungsverhältnis stieg auf 9:1. Im Ergebnis erzielte der 0,85-l-Motor eine Leistung von 52 PS (38 kW) bei 4500–5000/min und lieferte ein maximales Drehmoment von 9,5 kpm (93 Nm) bei 3500/min. Damit wurden eine Beschleunigung von 0 auf 80 km/h in 10,5 s und eine Höchstgeschwindigkeit von 145 km/h erreicht. Scheibenbremsen an den Vorderrädern sorgten zudem für eine bessere Verzögerung. Anders als bei den Basismodellen kam am 96 Sport eine Frischölschmierung zum Einsatz. Dazu wurde ein eigenes System entwickelt, bei dem das Öl die Schmierstellen direkt erreichte und nicht, wie meist bei Zweitaktern üblich, über das Kraftstoff-Luftgemisch angesaugt wurde.

#### 1964
Im Modelljahr 1964 wurde ein Zweikreis-Bremssystem eingeführt.

#### 1965
Modell 1965 ist äußerlich an einer geänderten Bugpartie („Langnase“ statt „Rundnase“) erkennbar. Die Verdichtung des Zweitaktmotors wurde in der Basisausführung von 7,3 auf 8,1 erhöht, was nunmehr 40 PS erbrachte. Auch die Sportausführung wurde in der Leistung auf 55 PS gesteigert, zudem wurde ein sogenannter Tripel-Vergaser eingeführt, der Schwierigkeiten beim Einstellen der Drei-Vergaser-Anlage vermied. Der Kühler wurde vor den Motor verlegt und die Kühlflüssigkeitsmenge auf 6,5 Liter verringert, bei gleichzeitiger Verbesserung der Heizleistung durch ein Frischluft-Heiz-Aggregat mit Gebläse.

#### 1967
Saab rüstete den 96 mit einem Vierzylinder-Viertaktmotor aus. Nach Erprobungen verschiedener Motorentypen diverser Hersteller (unter anderem Boxermotoren von Hansa, V4-Motor von Lancia und einem Triumph-Reihenvierzylinder) entschied man sich für einen V4-Motor der deutschen Ford-Werke mit 1,5 Litern Hubraum, wie er ab 1962 im Taunus 12 M verwendet worden war. Mit diesem Motor beschleunigte der 96er von 0 auf 80 km/h in 12,5 Sekunden.
Auch nach dem Erscheinen des Saab 99 wurde der 96 weitergebaut.

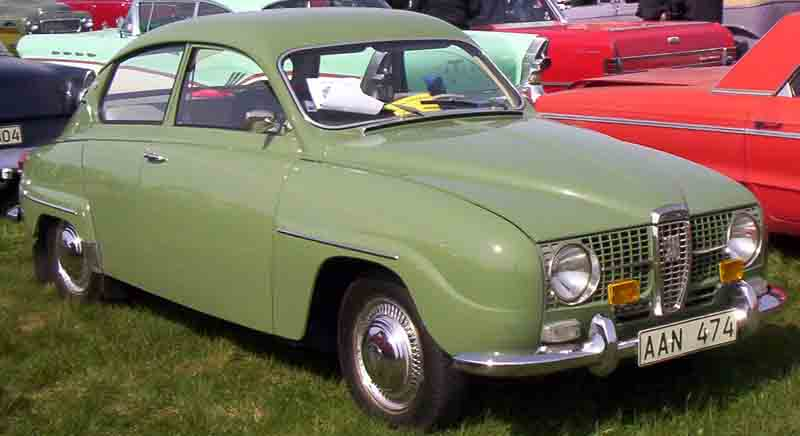
Saab 96 (1965–1969)
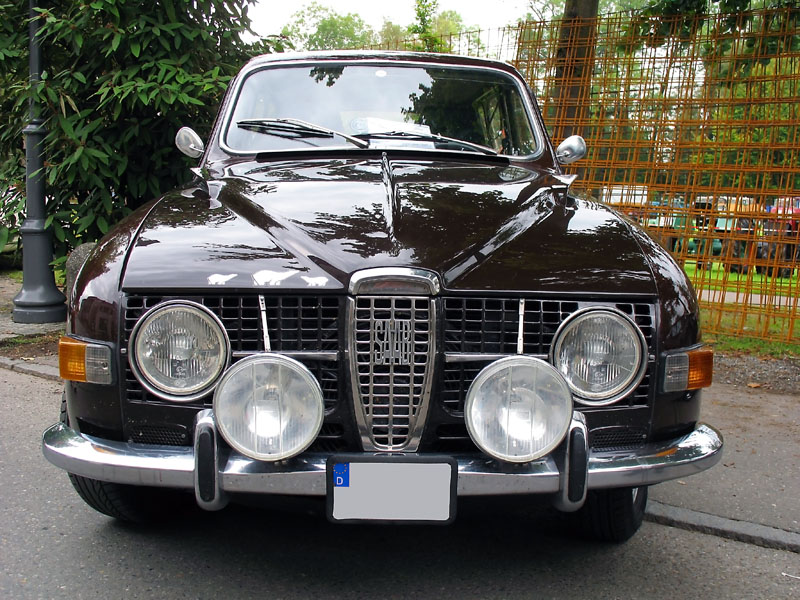
Saab 95 (1965–1969)
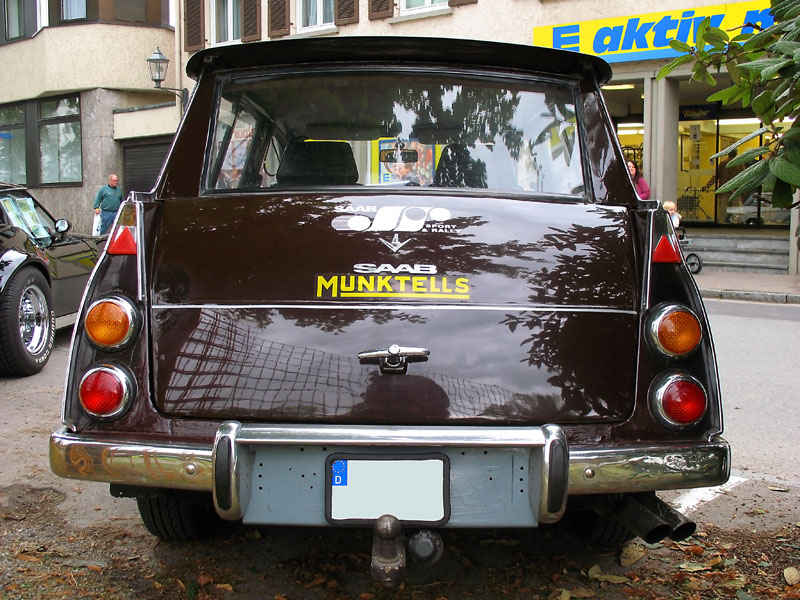
Saab 95 Heckansicht
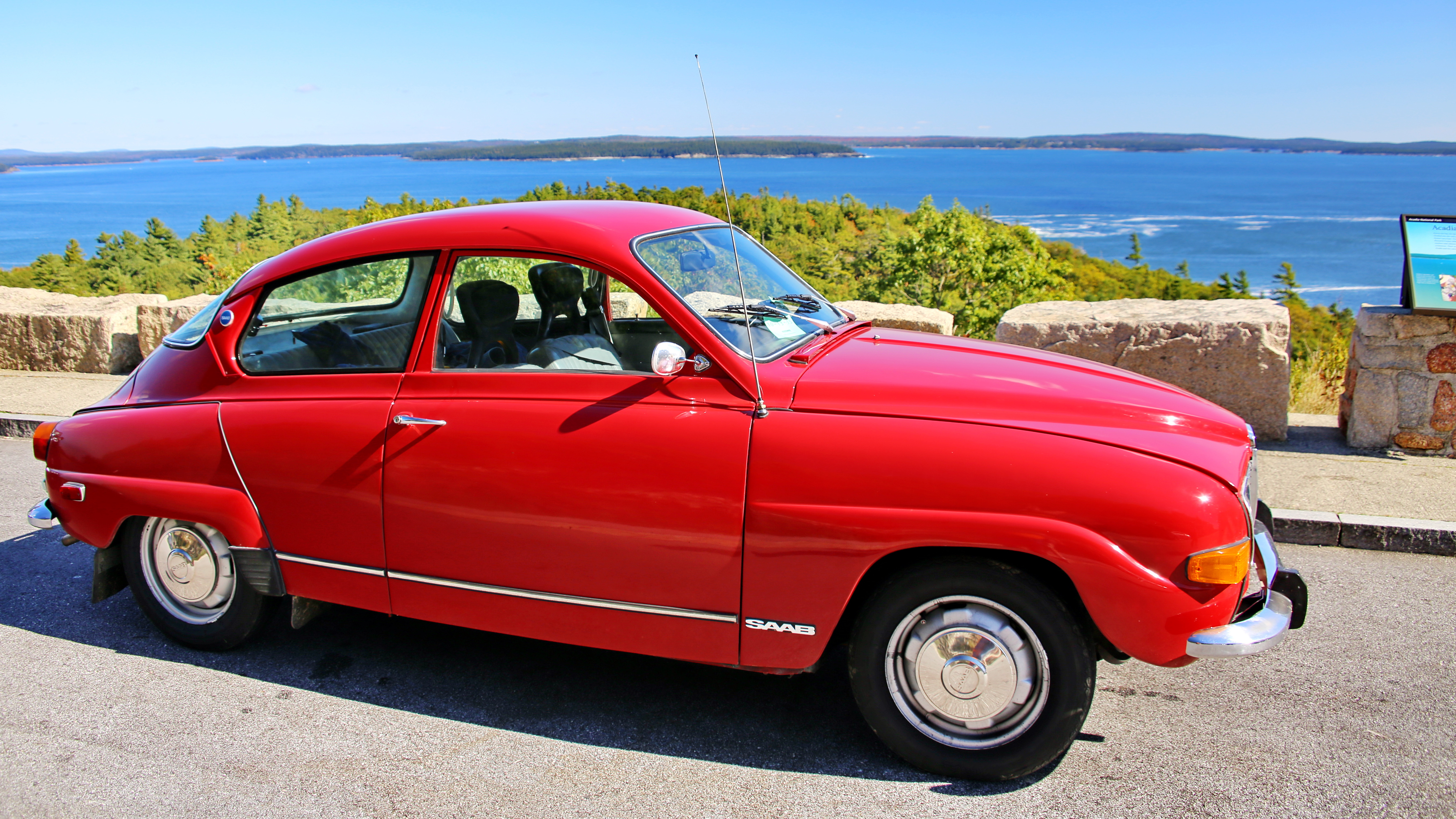
Saab 96 mit Langnase (Seitenansicht)
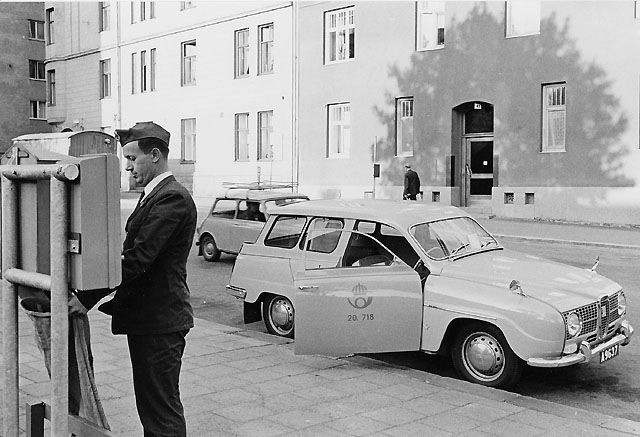
Saab 95 als Rechtslenker u. Postauto

#### 1969
Anfang 1969 erhielt der 96 ein Facelift, das eckige Scheinwerfer brachte. Es gab weitere diverse Überarbeitungen, u. a. eine größere Front- und Heckscheibe sowie Dreipunkt-Gurte.

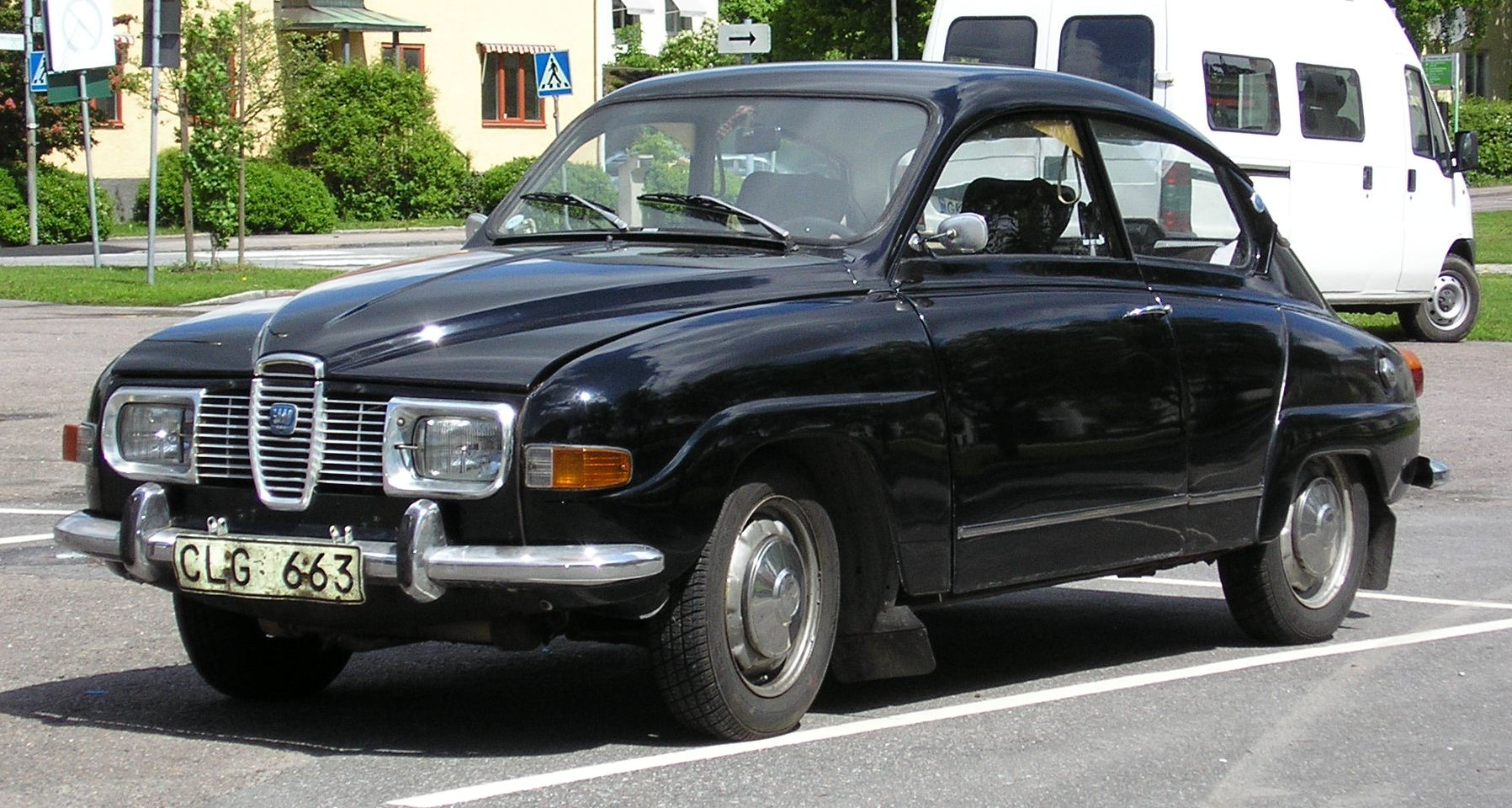
Saab 96 (1969–1974)
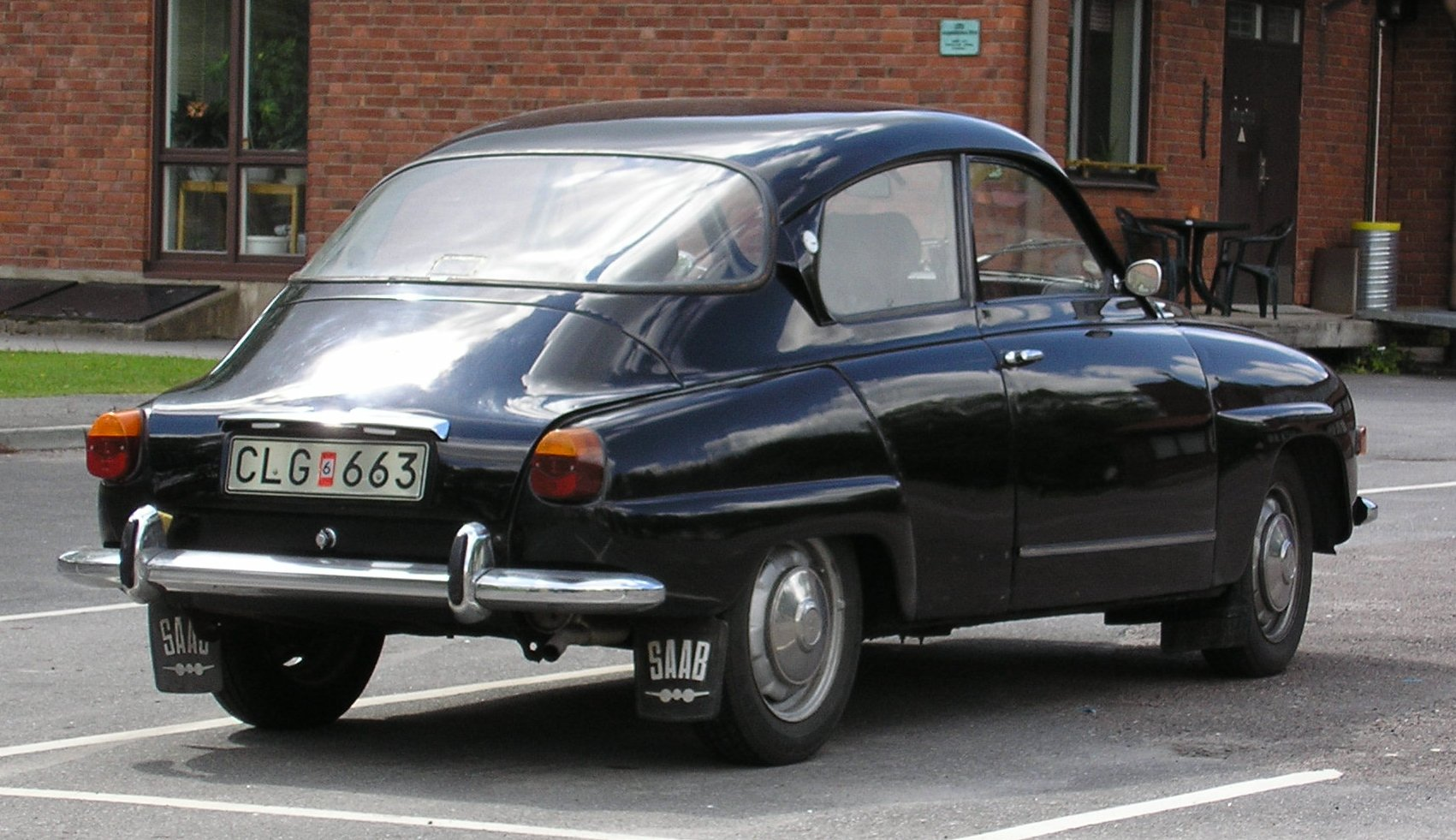
Saab 96 Heckansicht
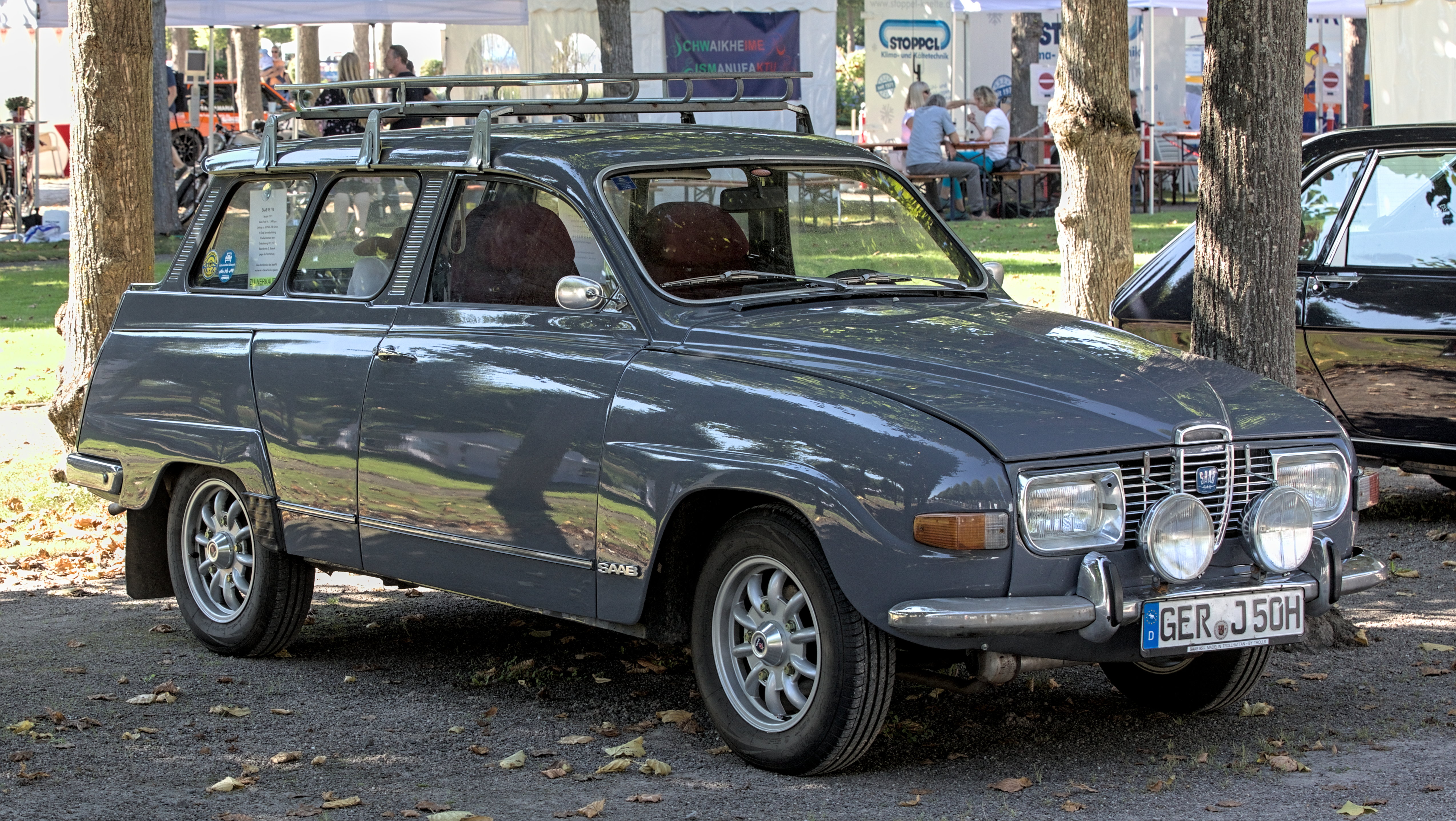
Saab 95 V4 (1969–1974)
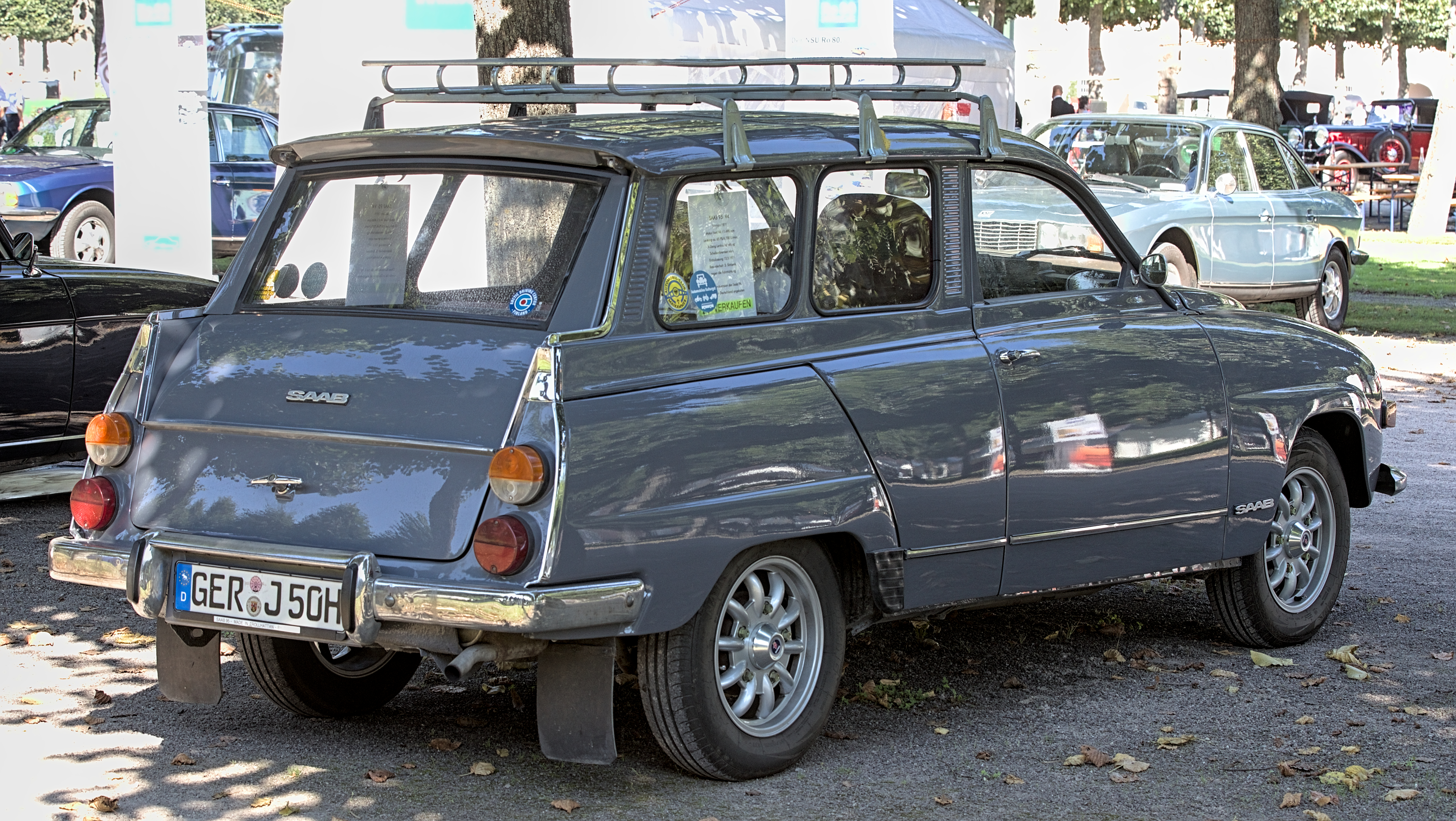
Saab 95 Heckansicht

#### 1974
Ab Frühjahr 1974 wurde ein schwarzer Kunststoffkühlergrill verbaut. Die schwarzen Sicherheitsstoßstangen ähnlich denen des Saab 99 waren die wichtigste äußere Veränderung im Herbst 1975. Viele kleine technische Änderungen folgten zum Modelljahr 1976. Auf die dritte Sitzreihe beim 95 wurde verzichtet, dafür wurden die gleichen Rücksitze und der gleiche Tank wie beim 96 eingebaut. Die Fahrzeuge hießen nun 95L und 96L.

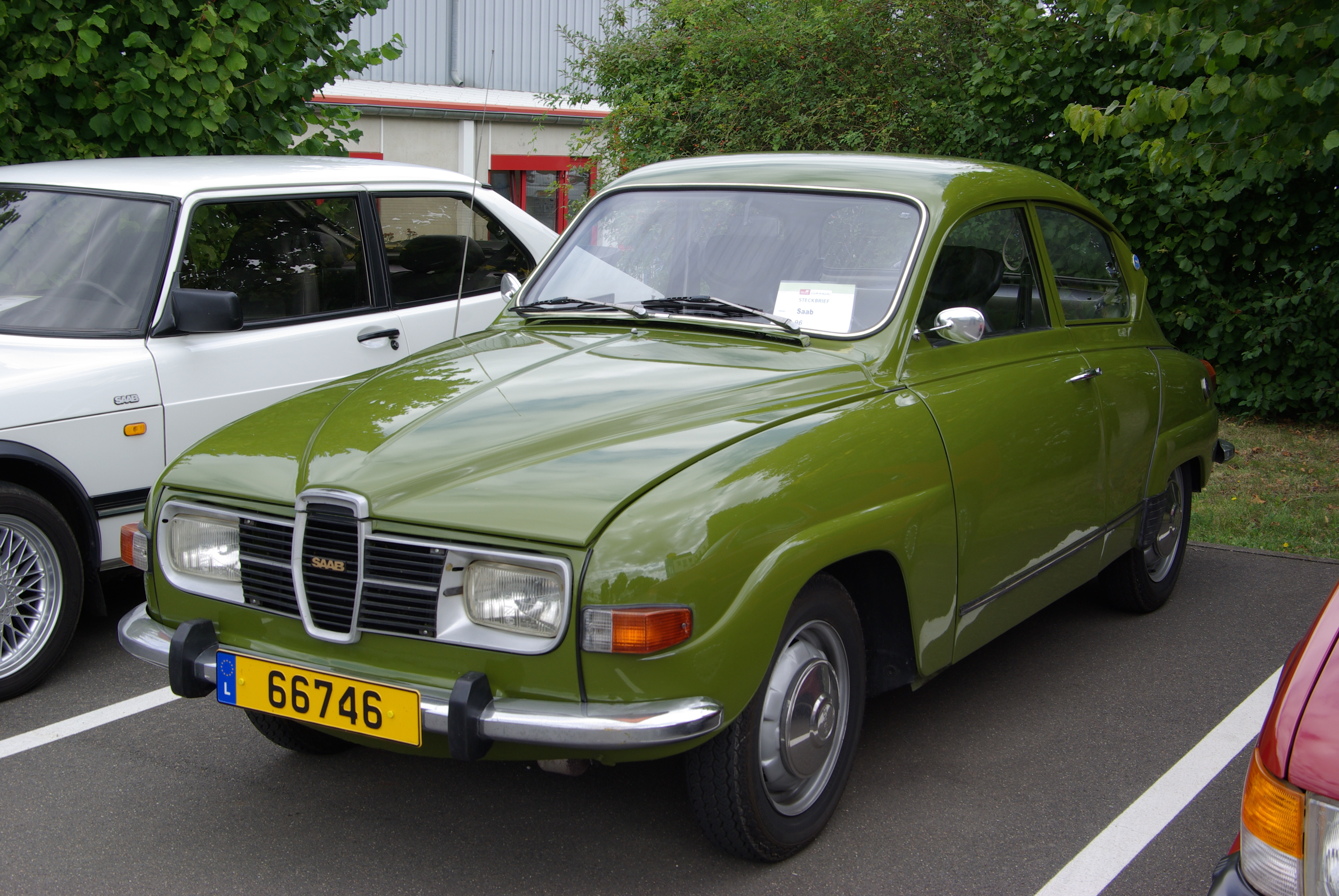
Saab 96 (1974–1977)
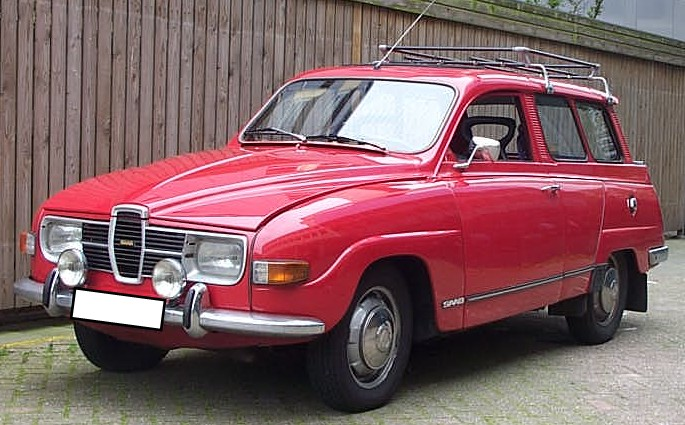
Saab 95 V4 (1974–1977)

#### 1977
Das letzte Facelift erlebten Saab 95 und 96 im Sommer 1977. Neue Heckleuchten, eine Heckabrisskante und große vordere Kombileuchten veränderten das Erscheinungsbild. Die Modellbezeichnung lautete jetzt 96 GL/95 GL.
Der Kombi 95 erhielt bei dieser letzten Überarbeitung die gleichen Vordersitze, wie sie beim 96 schon seit 1977 eingebaut wurden. Die schwedische Fertigung in Arlöv bei Malmö wurde im April 1978 beendet, bis zur Einstellung der Produktion Anfang 1980 wurde das Modell nur noch von Valmet Automotive in Uusikaupunki (Finnland) weitergebaut.
Der Jahrgang 1979 unterschied sich nur durch kleine Details vom Vorjahresmodell. Die meisten in Deutschland zugelassenen Saab 96 stammen aus dem Jahr 1979. Die Fertigung wurde im Herbst 1979 beendet, nachdem die Produktion des Jahrgangs 1980 angelaufen war.

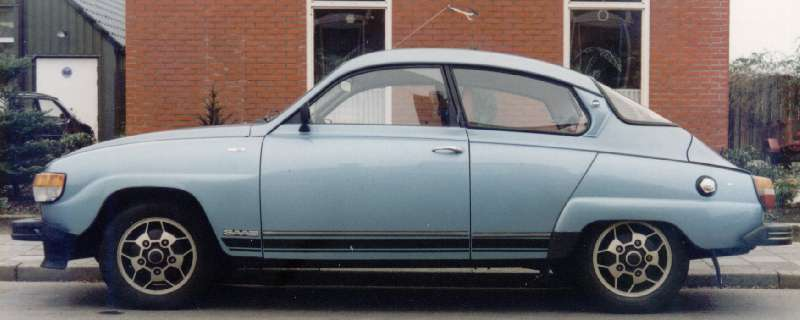
Saab 96 GL (1977–1980)
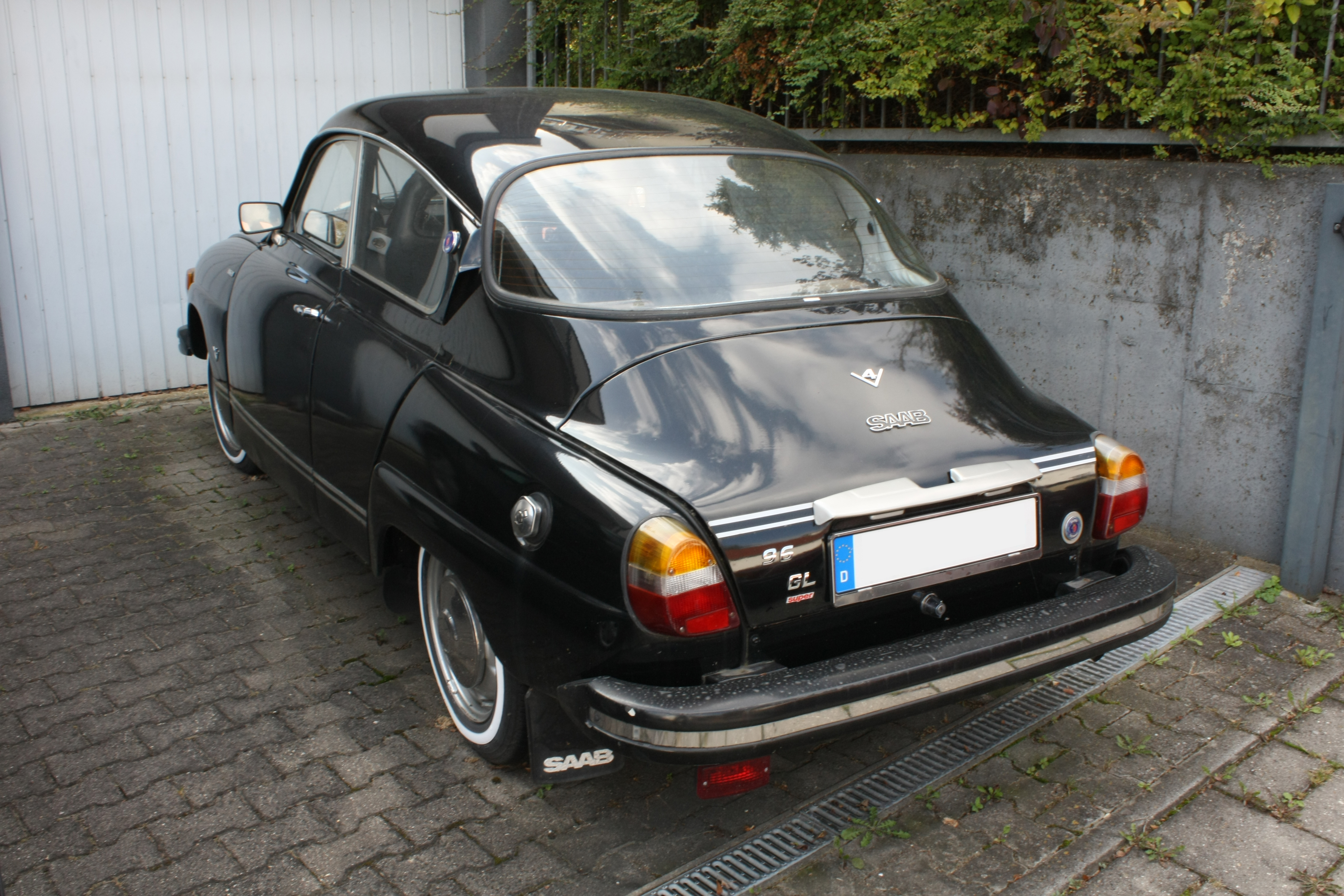
Heckansicht
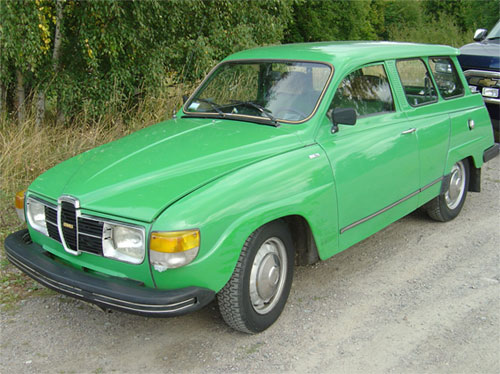
Saab 95 GL (1977–1978)

### Kombicoupé Saab 98
1974 gestaltete das italienische Karosseriebauunternehmen Coggiola auf der Basis des 95 (Modelljahr 1973) ein dreitüriges Kombicoupé (Saab 98) mit stark geneigter C-Säule. Coggiola stellte einen Prototyp her, der noch existiert und im Saab Museum in Trollhättan ausgestellt ist; zu einer Serienfertigung kam es jedoch nie.

## Technik
- Dreizylinder-Reihen-Zweitaktmotor (1960 bis 1966), konstruiert von Hans Müller in Andernach.

Bohrung × Hub: 70 × 72,9 mm
Hubraum: 841 cm³
Max. Leistung:
Basisausführung: 38 PS (28 kW); 1960–1964, 40 PS (29 kW); 1965, 42 PS (31 kW); 1966–1968

Sportausführung: 52 PS (38 kW); 1962–1964, 55 PS (40 kW); 1965–1966
- Vierzylinder-V-Viertaktmotor (ab 1966/1967)

Bohrung × Hub: 90 × 58,86 mm
Hubraum: 1498 cm³
Max. Leistung: 62–68 PS (48,5–50 kW)
- Vierzylinder-V-Viertaktmotor (ab 1971/1974, nur für US-Export)

Bohrung × Hub: 90 × 66,8 mm
Hubraum: 1699 cm³
Max. Leistung: 55–68 PS (40–50 kW)
- Getriebe: mechanisch, 3 Gänge mit Freilauf, I. unsynchronisiert, ab 1961 auch vollsynchronisiertes Vierganggetriebe
- Rahmen: selbsttragende Karosserie
- Aufhängung: Einzelradaufhängung vorne, mit doppelten Dreieckslenkern und Schraubenfedern; hinten Starrachse und Schraubenfedern
- Bremsen: Trommelbremsen, später Scheibenbremsen vorne
- Höchstgeschwindigkeit: 125–152 km/h

## Produktionsende
Am 11. Januar 1980 verließen die letzten Exemplare im Rahmen einer Feierstunde die Produktionsbänder in Uusikaupunki. Das letzte Exemplar gehörte zu einer Sonderserie von 300 Stück in blauem Metallic-Lack. Dieses Abschiedsmodell war mit 5 Zoll breiten Leichtmetallfelgen von Ronal und Breitreifen ausgestattet. Die Innenausstattung bestand aus blauem Plüschstoff.
Einschließlich der 2820 Fahrzeuge vom Jahrgang 1980 waren insgesamt 547.221 Exemplare des Saab 96 produziert worden. Von der Kombiversion 95 wurden 110.527 Stück hergestellt.